# Fenestrulina inesae
Fenestrulina inesae is een mosdiertjessoort uit de familie van de Microporellidae. De wetenschappelijke naam van de soort is voor het eerst geldig gepubliceerd in 2010 door Souto, Reverter-Gil & Fernández-Pulpeiro.